# واسکس
واسکس، روستایی است از توابع بخش مرکزی شهرستان قائم‌شهر در استان مازندران ایران.
روستای واسکس در بخش مرکزی قائم شهر از شرق به روستای وسطی‌کلا و از جنوب به یاغکوه و برنجستانک و از شمال به روستای دنجکلا و از غرب به روستاهای متان‌کلا و شهرودکلا  مرتبط است.
راه دسترسی به روستای واسکس از خروجی شهر قائم شهر به طرف تهران٬ پس از مسافت حدود ۳ کیلومتر در ابتدای جاده سوادکوه از نقطه‌ای به نام عبور متانکلا با جاده فرعی اسفالته از بزرگراه تهران – شمال منشعب شده و به طرف شرق امتداد می یابد و پس از طی حدود ٥/۱ کیلومتر به روستای واسکس می‌رسد.

## جمعیت
این روستا در علی‌آباد قرار داشته و براساس آخرین سرشماری مرکز آمار ایران که در سال ۱۳۸۵ صورت گرفته، جمعیت آن ۱۱۶۴نفر (۲۸۷خانوار) بوده‌است.